# Liste von Malern/K
Die folgende Liste führt möglichst umfassend Maler aller Epochen auf.
Die Liste ist, soweit vorhanden, alphabetisch nach Nachnamen, dann nach Vornamen, dann nach Geburtsjahr geordnet.

## Ka…
Kacz, Endre (genannt „Komaromi Kacz“) (1880–1962), Ungarn
Kádár, Béla (1877–1956), Ungarn
Kado, Eduard (1875–1946), Deutschland
Kaempffer, Eduard (1859–1926), Deutschland
Kaga, Atsushi (* 1978), Japan
Kager, Johann Matthias (1575–1634), Deutschland
Kahler, Eugen von (1882–1911)
Kahl, Ernst (1949–2025), Deutschland
Kahler, Eugen von (1882–1911)
Kahlhofer, Karin (1943–2017), Deutschland
Kahlo, Frida (1907–1954), Mexiko
Kaii, Higashiyama (1908–1999), Japan
Kaiser, Friedrich (1815–1889), Deutschland
Kaiser, Hans (1914–1982), Deutschland
Kaiser, Hanns-Christian (* 1969)
Kaiser, Rudolf (1910–1980), Deutschland
Kaiser, Walter (1899–1973)
Kajzer, Aneta (* 1989)
Kalaizis, Aris (* 1966)
Kalb, Edmund (1900–1952), Österreich
Kalckreuth, Leopold Karl Walter Graf von (1855–1928), Deutschland
Kalf, Willem (1619–1693), Niederlande
Kalkar, Jan Joest van (um 1460–1519)
Kalkreuth, Stanislaus Graf von (1820–1894), Deutschland
Kallmann, Hans Jürgen (1908–1991), Deutschland
Kallmorgen, Friedrich (1856–1924), Deutschland
Kaltenmoser, Caspar (1806–1867), Deutschland
Kameke, Egon von (1881–1955)
Kameke, Otto (1826–1899), Deutschland
Kampf, Arthur (1864–1950), Deutschland
Kämpf, Karl (1902–1987), Deutschland
Kämpf, Max (1912–1982), Schweiz
Kampmann, Walter (1887–1945), Deutschland
Kandinsky, Wassily (1866–1944), Russland
Kane, Paul (1810–1871)
Kanervo, Marja (* 1958)
Kanō Einō (1631–1697), Japan
Kanō Eitoku (1543–1590), Japan
Kanō Hōgai (1828–1888), Japan
Kanō Kōi († 1636), Japan
Kanō Masanobu (1434–1530), Japan, Begründer der Kanō-Schule
Kanō Mitsunobu, (1561/65–1608), Japan
Kanō Motonobu (1476–1559), Japan
Kanō Naizen (1570–1616), Japan
Kanō Naonobu (1607–1650), Japan
Kanō Sadanobu (1597–1623), Japan
Kanō Sanraku (1559–1635), Japan
Kanō Sansetsu (1590–1651), Japan
Kanō Shōei (1519–1592), Japan
Kanō Sōshū (1551–1601), Japan
Kanō Tan’yū (1602–1674), Japan
Kanō Tsunenobu (1636–1713), Japan
Kanō Yasunobu (1614–1685), Japan
Kanoldt, Alexander (1881–1939), Deutschland
Kanoldt, Edmund (1845–1904), Deutschland
Kanovitz, Howard (1929–2009), USA
Kanthos, Telemachos (1910–1993)
Karg, Patricia (* 1961), Österreich
Karger, Karl (1848–1913), Österreich
Karimi, Jamshid (* 1947), Iran
Karimi, Shahram (* 1957), Iran
Karman, Ernestina (1915–2004), Brasilien
Kaschauer, Jakob (um 1400–1463)
Kaselowski, August (1810–1891)
Kashap, Rita (* 1961)
Kašpar, Adolf (1877–1934), Österreich-Ungarn/Tschechoslowakei
Kaspar, Hermann (1904–1986), Deutschland
Kassatkin, Nikolai Alexejewitsch (1859–1930), Russland
Kätelhön, Hermann (1884–1940), Deutschland
Katsumochi, Iwasa (1578–1650), Japan
Katz, Alex (* 1927), USA
Katz, Franz (1782–1851), Deutschland
Katz, Hanns (1892–1940)
Katzheimer d. Ä., Wolfgang (1465–1508), Deutschland
Kauffmann, Angelika (1741–1807)
Kauffmann, Hermann (1808–1889), Deutschland
Kauffmann, Hugo (1844–1915)
Kaufmann, Christiane (* 1983), Deutschland
Kaufmann, Karl (1843–1905), Schlesien
Kaulbach, Anton (1864–1934)
Kaulbach, Antonie (1875–1958)
Kaulbach, Friedrich (1822–1903)
Kaulbach, Friedrich August von (1850–1920)
Kaulbach, Hermann von (1846–1909)
Kaulbach, Wilhelm von (1805–1874)
Kaumann, Hans (1886–1943)
Kaus, Max (1891–1977)
Kautsky, Johann (1827–1896)
Kauw, Albrecht (1616–1681/82)
Kaván, František (1866–1941)
Kavan, Vladislav (1924–2003)

## Ke… bis Kh…
Keel, Adam Dario (1924–2018)
Keel, Anna (1940–2010), Deutschland
Keel, Carl Eugen (1885–1961)
Keetman, Doris (1906–2003)
Kehren, Joseph (1817–1880)
Kehrer, Christian (1775–1869)
Keirincx, Alexander (1600–1652)
Keitel, Otto (1862–1902)
Keleti, Gusztáv Frigyes (1834–1902)
Keller, Joseph (1740–1823)
Kellerhoven, Moritz (1758–1830)
Kelly, Ellsworth (1923–2015)
Kemeny, Madeleine (1906–1993)
Kemeny, Zoltan (1907–1965), Schweiz
Kenner, George (1888–1971)
Kent, Rockwell (1882–1971)
Kerkovius, Ida (1879–1970)
Kermadec, Eugène-Nestor de (1899–1976)
Kern, Matthäus (1801–1852)
Kern, Otto (* 1907)
Kersting, Georg Friedrich (1785–1847), Deutschland
Kernstok, Károly (1873–1940), Ungarn
Kerschbaumer, Anton (1885–1931)
Kersting, Georg Friedrich (1785–1847)
Kesting, Edmund (1892–1970)
Ketz, Fritz (1903–1983)
Keuthen, Jiři (1951–2007)
Keyser, Nicaise de (1813–1887), Belgien
Keyser, Thomas de (1596–1667)
Khalil, Rodi (* 1973), Syrien, seit 2003 im Asyl in Deutschland
Khaynach, Friedrich von (1867–1920)

## Ki…
Kick, Cornelis (um 1631–1681), Niederlande
Kick, Simon (1603–1652), Niederlande
Kiefer, Anselm (* 1945), Deutschland
Kiefer, Heinrich (1911–1980)
Kienbusch, William (1914–1980)
Kiesel, Conrad (1846–1921)
Kim, Min (* 1975)
Kimura Kenkado (1736–1802), Japan
Kindt, David (1580–1652)
Kingman, Eduardo (1913–1997), Ecuador
Kinson, François-Josèphe, (1771–1839), Österreichische Niederlande
Kippenberger, Martin (1953–1997)
Kirberg Otto (1850–1926)
Kirchberger, Günther C. (1928–2010)
Kircher, Alexander (1867–1939)
Kirchhof, Erich  (1900–1978), Bamberg
Kirchner, Ernst Ludwig (1880–1938)
Kirchner, Eugen (1865–1938)
Kirchner, Heinrich (1902–1984)
Kirchsberg, Ernestine von (1857–1924), Österreich
Kirkeby, Per (1938–2018)
Kirkland, Vance (1904–1981)
Kirner, Johann Baptist (1806–1866)
Kirnig, Alois (1840–1911)
Kirschberger, Christian Wilhelm (* 1779), Deutschland
Kirschenbaum, Dawid (1900–1954)
Kirschl, Wilfried (1930–2010)
Kirschner Wulf (* 1947)
Kips, Alexander (1858–1910), Deutschland
Kips, Erich (1869–1945), Deutschland
Kisling, Moise (1891–1953)
Kisling, Philipp Heinrich (1713–1767)
Kitaj, Ronald Brooks (1932–2007), USA
Kiwitz, Heinz (1910–1938)
Kiwitz, Willy (1896–1978)

## Kl…
Klafki, Anja (* 1967), Deutschland
Klapheck, Konrad (1935–2023), Deutschland
Klee, Paul (1879–1940), Deutschland
Kleen, Tyra (1874–1951), Schweden
Klein, Anna (1883–1941), Deutschland
Klein, Bernhard (1888–1967)
Klein, Catharina (1861–1929)
Klein, César (1876–1954)
Klein, Jochen (1967–1997)
Klein, Johann Adam (1792–1875)
Kleinschmidt, Paul (1883–1949)
Klemm, Fritz (1902–1990)
Klemm, Walther (1883–1957)
Klengel, Johann Christian (1751–1824)
Klever Julius von (1850–1924)
Kliefert, Erich (1893–1994)
Kliem, Fritz W. (1901–1989)
Kliemann, Carl-Heinz (1924–2016)
Klimó, Károly (* 1936)
Klimt, Gustav (1862–1918)
Klinckenberg, Eugen (1858–?)
Kline, Franz (1910–1962)
Klingelhöfer, Fritz (1832–1903)
Klinger, Julius (1876–1942)
Klingshirn, Adolf (1890–1972)
Klint, Peter (* 1971)
Klipstein, Felix (1880–1941)
Kloeber, Friedrich August von (1793–1864)
Klokatschowa, Jelena Nikandrowna (1871–1943), Russisches Kaiserreich und Sowjetunion
Klonk, Erhardt (1898–1984)
Klose, Friedrich Wilhelm (1805–1875)
Klose, Walter (1921–2003)
Klumpke, Anna Elizabeth (1856–1942)
Klusemann, Georg (1942–1981)
Kluska, Johann (1904–1973)
Kluth, Karl (1898–1972)

## Kn…
Knab, Ferdinand (1837–1902)
Knabl, Karl (1850–1904)
Knapp, Johann (1778–1832/1833/1839), Österreich
Knaus, Ludwig (1829–1910)
Kneer, Joseph (1900–?)
Kneer-Zeller, Gudrun (1902–?)
Kneffel, Karin (* 1957)
Kneller, Gottfried von (1646–1723)
Kneller, Johann Zacharias (1644–1702)
Kngwarreye, Emily Kame (1910–1996)
Knille, Otto (1832–1898)
Kniller, Zacharias (1611–1675)
Knoller, Martin (1725–1804)
Knorr, Hugo (1834–1904)
Knorre, Gerhard (1921–1999)
Knorre, Julius (1807–1884)
Knothe, Hermann R. O. (1891–1961)
Knudsen, Jesper (* 1964), Dänemark
Knüpfer, Nicolaes (1609–1655), Deutsch – Nordniederländisch

## Ko…
Kobell, Ferdinand (1740–1799)
Kobell, Franz (1749–1822)
Kobell, Hendrik (1751–1779)
Kobell, Wilhelm von (1766–1853), Deutschland
Koberstein, Hans (1864–1945), Deutschland
Købke, Christen (1810–1848), Dänemark
Kobs-Lehmann, Dorothea (1930–2014)
Kobzdej, Aleksander (1920–1972)
Koch, Eleonore (1926–2018), Deutschland/Brasilien
Koch, Friedrich (1859–1947)
Koch, Friedrich Ferdinand (1863–1923)
Koch, Fritz (* 1951)
Koch, Georg (1819–1899)
Koch, John (1909–1978), USA
Koch, Joseph Anton (1768–1839)
Koch, Michael
Koch, Pyke (1901–1991), Niederlande
Koch, Thomas (* 1958)
Köck, Michael (1760–1825), Österreich
Koehler, Robert (1850–1917)
Koekkoek, niederländische Familie, (18. bis 20. Jahrhundert)
- Koekkoek, Adèle (1838–1919), Malerin von Stillleben und Landschaften
- Koekkoek, Barend Cornelis (1803–1862), Landschaftsmaler
- Koekkoek, Barend Hendrik (1849–1902), Landschaftsmaler
- Koekkoek, Cornelis (1903–1982), Maler, Lithograf und Grafiker
- Koekkoek, Gerard Johannes (1871–1956), Marinemaler
- Koekkoek der Ältere, Hermanus (1815–1882), Marine- und Landschaftsmaler
- Koekkoek der Jüngere, Hermanus (1836–1909), Marine- und Landschaftsmaler
- Koekkoek, Hermanus Willem (1867–1929), Militär-, Landschaft- und Marinemaler, Zeichner, Aquarellist und Illustrator
- Koekkoek, Johannes (1811–1831), Marine- und Landschaftsmaler
- Koekkoek, Johannes Hermanus (1778–1851), Marinemaler
- Koekkoek, Johannes Hermanus Barend (1840–1912), Marinemaler
- Koekkoek, Louise Hermina Carry May (1898–1989), Bildhauerin und Malerin
- Koekkoek, Maria Louise (1840–1910), Landschaftsmalerin
- Koekkoek der Ältere, Marinus Adrianus (1807–1868), Landschaftsmaler
- Koekkoek der Jüngere, Marinus Adrianus (1873–1944), Tier- und Landschaftsmaler
- Koekoek, Pieter Hendrik (1843–1890 oder 1910), Landschaftsmaler
- Koekkoek, Stephen Robert (1887–1934), Landschaftsmaler, Post-Impressionist
- Koekkoek, Willem (1839–1895), Marine- und Landschaftsmaler

Koeppel, Matthias (* 1937)
Koester, Alexander Max (1864–1932)
Kögler, Harry (1921–1999)
Köhler, Christian (1809–1861)
Köhler, Fritz (1887–1972), Deutschland
Kohler, Max (1919–2001)
Köhler, Max (1942–2015), Deutschland
Köhler, Waldo (1909–1992)
Kohlhoff, Wilhelm (1893–1971)
Kohlschein, Hans (1879–1948)
Köker, Azade (* 1949)
Kokoschka, Bohuslav (1892–1976)
Kokoschka, Oskar (1886–1980)
Kolbe der Ältere, Carl Wilhelm (1757–1835)
Kolbe der Jüngere, Karl Wilhelm (1781–1853)
Kolbrand, Franz (1892–1952)
Kolig, Anton (1886–1950), Österreich
Kolitz, Louis (1845–1914)
Kolkutin, Andrei (* 1957), Russland
Kolle, Helmut (1899–1931)
Koller, Josef (* 1899), Ungarn
Koller, Rudolf (1828–1905)
Koller, Silvia, (1898–1963), Österreich
Koller-Pinell, Broncia (1863–1934), Österreich
Kollwitz, Käthe (1867–1945)
Kölschbach, Joseph (1892–1947)
Kompatscher, Florin (* 1960)
Koner, Sophie (1855–1929)
König, Franz Niklaus (1765–1832), Schweiz
König, Gustav (1808–1869)
König, Herbert (1820–1876)
Könn, Willi (1912–1997), Maler und Holzschneider, Deutschland
Koninck, David (1636–1687)
Koninck, Salomon (1609–1656)
Koning, Philips (1619–1689)
Konoe Motohiro (1648–1722), Japan
Kontschalowsky, Pjotr (1876–1956)
Kooning, Elaine de (1918–1989)
Kooning, William de (1904–1997)
Koons, Jeff (* 1955)
Kopallik, Franz (1860–1931), Österreich
Koppelaar, Frans (* 1943)
Kops, Franz (1846–1896)
Kornemann, Franz (1896–1969)
Köster, Matthias (* 1961)
Köthe, Fritz (1916–2005)
Kotsch Theodor (1818–1884)
Kotzebue, Alexander von (1815–1889)
Kovář, Jan Karel (um 1709–1749), Böhmen
Kowalski, Ludwig Peter (1891–1967)

## Kr…
Kracker, Johann Lucas (1717–1779)
Kraetzinger, Maria (1869–1951), Deutschland
Krafft, Barbara (1764–1825)
Krafft, David von (1655–1724), Schweden
Krafft d. Ä., Per (1724–1793), Schweden
Krafft d. J., Per (1777–1863), Schweden
Kraft Johann Peter (1780–1856)
Kragh-Pedersen, Hjalmar (1883–1962), Dänemark
Krahforst, Hermann (1872–1943)
Kraicová, Viera (1920-)
Krain, Willibald (1886–1945)
Kralik, Hanns (1900–1971)
Kramer, David (* 1963)
Kramskoi, Iwan Nikolajewitsch (1837–1887)
Kranke, Nader (* 1935)
Kranz, Ernst (1889–1954)
Kraus, Felix (1887–1950) Österreich
Kraus, Friedrich (1826–1894)
Kraus, Victor (1954-)
Kraus, Willi (* 1959)
Krause, Wilhelm (1803–1864)
Krauskopf, Bruno (1892–1960)
Krauskopf, Peter (* 1966)
Krauß, Max (1902–?)
Krawen, Hendrik (* 1963)
Krawtschenko, Alexej (1889–1940)
Krayn, Hugo (1885–1919)
Krebber, Michael (* 1954)
Krekovic, Kristian (1901–1985), Peru
Kreling, August von (1819–1876)
Kremer, Alfred (1895–1965)
Kretschmer, Robert (1818–1872)
Kretzschmar, Bernhard (1889–1972)
Kretzschmar, Rolf (* 1953)
Kretzschmer, Hermann (1811–1890)
Kreuzer, Conrad (1810–1861)
Kreuzer, Vinzenz (1809–1888)
Kreutz, Heinz (1923–2016)
Kreutzer, Adolph (1843–1915)
Kreutzer, Fifi (1891–1977)
Kreutzinger, Josef (1757–1829), Österreich
Kreuzberg, Pitt (1888–1966)
Krevel, Louis (1801–1876)
Krey, Tom (* 1947), Deutschland
Krieg, Dieter (1937–2005)
Krieg, Karl († 1711)
Kriegel, Willy (1901–1966)
Krieger, Margarethe (1936–2010)
Kriehuber, Josef (1800–1876)
Kriesch, Rudolf (1904–1992), Österreich
Kriete, Carlo (1924–1989), Deutschland
Krinner, Michaela (1915–2006)
Krippendorff, David (* 1967), USA/Deutschland
Krist, Hetty (* 1942), Niederlande/Deutschland
Kristensen, Esben Hanefelt (* 1952), Dänemark
Kritzky, Emil (* 1903)
Kröger, Klaus (1920–2010)
Kröger, Konrad (* 1951)
Krogh, Per (1889–1965), Norwegen
Krohg, Christian (1852–1925), Norwegen
Krohg, Oda (1860–1935), Norwegen
Kroll, Leon (1884–1974)
Kröner Christian (1838–1911)
Kronheim, Brendan (* 1970)
Krøyer, Peder Severin (1851–1909)
Kruck, Christian (1925–1985)
Krüger, Franz (1797–1857)
Kruseman, Cornelis (1797–1857), Niederlande
Kruseman van Elten, Elisabeth F., niederländische Landschaftsmalerin
Kruseman van Elten, Hendrik Dirk (1829–1904), niederländischer Landschaftsmaler
Krushenick, Nicholas (1929–1999), USA
Krytschewskyj, Fedir (1879–1947), ukrainischer Maler
Krytschewskyj, Wassyl (1873–1952), ukrainischer Maler

## Ku… bis Kv…
Kubista, Bohumil (1884–1918)
Kucharski, Alexander (1741–1819), Polen/Frankreich
Kügelgen, Gerhard von (1772–1820)
Kügelgen, Karl von (1772–1832)
Kügelgen, Wilhelm von (1802–1867)
Kügler, Rudolf (1921–2013)
Kuhfuß, Paul (1883–1960)
Kühl, Ingo (* 1953)
Kühlewein, Julius (1896–1969)
Kühn, Susanne (* 1969), Deutschland
Kuhn, Walt (1877–1949), USA
Kuhnert, EJ (* 1954)
Kujau, Konrad (1938–2000), Deutschland
Kulbin, Nikolai (1868–1917 oder 1941)
Kulicke, Robert (1924–2007), USA
Kulikow, Iwan Semjonowitsch (1875–1941), Russland/Sowjetunion
Kulmbach, Hans von (1480–1522)
Kulvianski, Issai (1892–1970)
Kummer, Carl Robert (1810–1889)
Kunath, Friedrich (* 1974)
Kunc, Milan (* 1944)
Kunisch, Erich (1929–2003)
Kuniyoshi, Yasuo (1889–1953)
Kunkel, Werner (1922–2017)
Kunkler, Christine (* 1970)
Kunkler, Matthias (1957–1997)
Kuntz, Gustav Adolf (1843–1879)
Kuntz, Karl (1770–1830)
Kuntz, Rudolf (1798–1848)
Kuntz, Ludwig (1810–1876)
Kuntze, Tadeusz (1727–1793)
Kunze, Paul (1892–1977)
Kupetzky, Johann (1667–1740)
Kupelwieser, Leopold (1796–1862)
Kupfernagel, Heinz (1922–2014)
Kupka, Frantisek (1871–1957)
Kuppelmayr, Rudolf (1843–1918)
Küpper, Walter Julius (1905–1966)
Küpper, Will (1893–1972)
Kuprejanow, Nikolai (1894–1933)
Kürschner, Henning (* 1941)
Kurtz, Arthur (1860–1917), Österreich
Kurzbauer, Eduard (1840–1879)
Kurzweil, Max (1867–1916)
Kusch, Eva (um 1884–nach 1924)
Kusnezow, Pawel Warfolomejewitsch (1878–1968)
Küster, Andrea (* 1955)
Kustodijew, Boris (1878–1927)
Kutter, Joseph (1894–1941), Luxemburg
Kvasnicka, Christian (* 1953)
Kvium, Michael (* 1955), Dänemark